# Schloss Lustbühel
Schloss Lustbüchl är ett slott i Österrike.   Det ligger i distriktet Graz Stadt och förbundslandet Steiermark, i den östra delen av landet, 140 km sydväst om huvudstaden Wien. Schloss Lustbüchl ligger 427 meter över havet.
Terrängen runt Schloss Lustbüchl är platt åt sydost, men åt nordväst är den kuperad. Runt Schloss Lustbüchl är det ganska tätbefolkat, med 124 invånare per kvadratkilometer.. Närmaste större samhälle är Graz, 3,8 km väster om Schloss Lustbüchl. 
I omgivningarna runt Schloss Lustbüchl växer i huvudsak blandskog.